# White Zombie (film)
 White Zombie  is een Amerikaanse horrorfilm uit 1932. De film is geregisseerd door Victor Halperin. Béla Lugosi speelt de hoofdrol. De film bevindt zich in het publiek domein en wordt als de eerste langspeelzombiefilm beschouwd.

## Synopsis
Lugosi speelt een medicijnman die heer en meester is over een stelletje zombie-slaven op een suikerfabriek, die een schone dame in het nauw drijven.

## Rolverdeling
| Acteur               | Personage                 |
| -------------------- | ------------------------- |
| Béla Lugosi          | "Murder" Legendre         |
| Madge Bellamy        | Madeleine Short           |
| Joseph Cawthorn      | Dr. Bruner                |
| Robert W. Frazer     | Charles Beaumont          |
| John Harron          | Neil Parker               |
| Brandon Hurst        | Silver, Beaumont's butler |
| George Burr Macannan | Von Gelder                |
| Clarence Muse        | Koetsier                  |
| Frederick Peters     | Cha                       |